# Presión de los pares

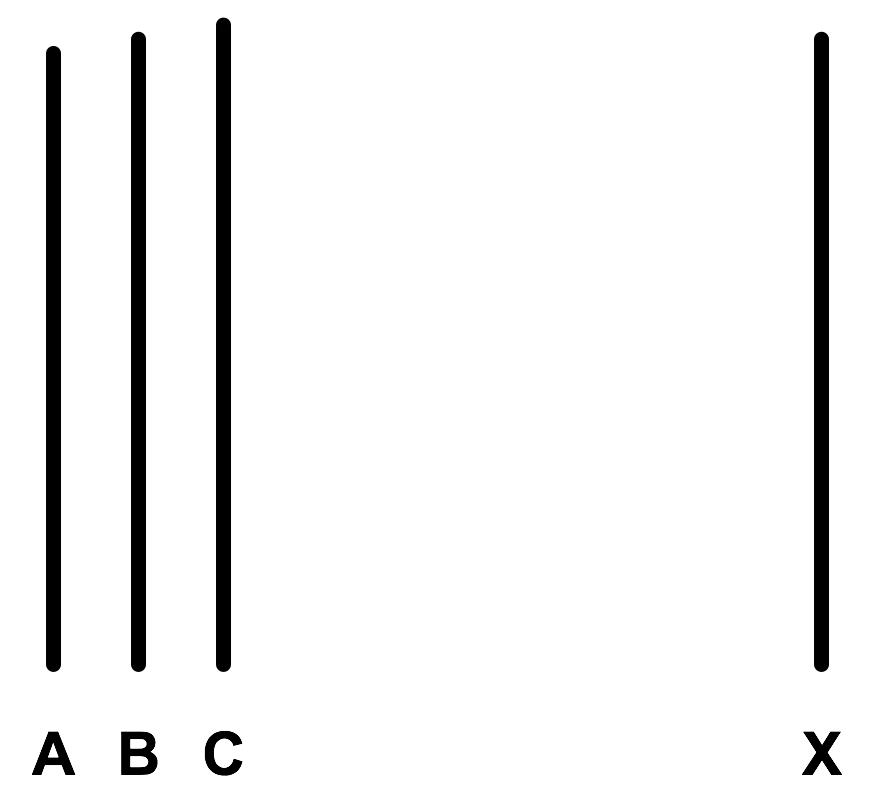
La presión de los pares casi siempre es un problema si no se sabe controlar la actitud.

La presión de los pares o presión social hace referencia a la influencia que ejerce un grupo de pares en alentar a una persona a cambiar sus actitudes, esto puede ocurrir si la persona no tiene la autonomía suficiente para diferenciarse de aquellos y hacerles frente comportamiento de manera de conformidad a las normas del grupo.

## Descripción
Los grupos sociales afectados incluyen grupos con membresía, en los cuales el individuo es un miembro en sentido "formal" (por ejemplo, un partido político, sindicato), o un grupo social primario. Una persona que se ve afectada por la presión social puede o no querer pertenecer a dichos grupos. Ellos también pueden reconocer grupos disociativos con los cuales ellos no desean asociarse, y por lo tanto se comportan en forma contraria a los comportamientos de dichos grupos. En este caso cede ante la presión del grupo por las siguientes razones:
- la inseguridad personal
- los sentimientos de inferioridad
- el adolescente que no se siente valorado (autoestima baja)
- falta de personalidad.

Entre la gente joven, la presión de los otros jóvenes es considerada una de las formas más difundidas de presión social. Es muy difundida ya que la mayoría de los jóvenes permanecen por períodos prolongados de tiempo en grupos fijos (escuelas y subgrupos en las mismas) independientemente de su opinión sobre los mismos. Además, ellos pueden no tener la madurez necesaria para manejar la presión que ejercen los 'amigos'. Los jóvenes también se encuentran más predispuestos a comportarse en forma negativa con aquellos individuos que no forman parte de sus grupos de pares. Sin embargo, la presión social en la juventud también puede tener efectos positivos. 
Por ejemplo, si un individuo se encuentra relacionado con un grupo de personas ambiciosas y que trabajan para tener éxito, la persona se puede sentir presionada para seguir el mismo comportamiento para evitar quedar excluido del grupo. A veces el niño se presiona a sí mismo. Ellos sienten que precisan del grupo para ser "cool". Por lo tanto, el joven es presionado para mejorar, con un efecto beneficioso a largo plazo. En el caso contrario, el individuo puede alejarse del grupo por tanta presión que ejerce el mismo. Este comportamiento es visto con frecuencia en aquellos jóvenes que participan en deportes u otras actividades extracurriculares en las cuales la conformidad con su grupo social es muy pronunciada.
Suelen ceder fácilmente a la presión social aquellos jóvenes cuyos padres les inculcan patrones educativos rígidos y autoritarios, lo cual genera inseguridad, baja autoestima y rebeldía.